# Alborge
Alborge – gmina w Hiszpanii, w prowincji Saragossa, w Aragonii, o powierzchni 4,84 km². W 2011 roku gmina liczyła 118 mieszkańców.